# Stura di Viù
La Stura di Viù è un torrente del Piemonte, affluente in destra orografica della Stura di Lanzo. Il suo corso, interamente nel territorio della Provincia di Torino, interessa la Valle di Viù.
Il suo bacino ha un perimetro di 85 km.

## Percorso
La Stura di Viù nasce dalla confluenza di alcuni rami sorgentizi che confluiscono tra loro nella conca di Malciaussia alimentando poi l'omonimo lago artificiale. 
In questa parte del suo bacino idrografico sono presenti anche alcuni laghi naturali quali i Laghi di Autaret e il Lago Nero.

Dopo un tratto piuttosto ripido in direzione est il torrente percorre la piana di Usseglio, dove riceve da sinistra le acque provenienti dal Vallone d'Arnas.
Sempre dirigendosi verso oriente bagna varie frazioni di Lemie e dopo aver ricevuto il contributo del rio Nanta dopo Forno di Lemie, raggiunge il comune di Viù, a valle del cui capoluogo si infossa nuovamente in una gola piuttosto stretta dove riceve in destra idrografica il Torrente Ricchiaglio. 
È in questa zona che è in progetto la costruzione del discusso invaso di Combanera.

Il corso della Stura devia poi verso nord aggirando il Monte Bellacomba e la Punta d'Aprile per gettarsi infine nella Stura di Lanzo tra le frazioni di Traves Bio e Rozello a quota 505 m.

## Principali Affluenti
- in sinistra idrografica
  - Rio Arnas: raccoglie le acque del vallone omonimo lasciate libere dai prelievi idroelettrici
  - Rio d'Ovarda: scorre ad est della Torre d'Ovarda e confluisce nella Stura a Lemie
  - Rio della Viana: drena le acque del Vallone omonimo (dove sorgono le frazioni di Viù Tornetti e Polpresa) e raggiunge la Stura a valle del capoluogo
  - Rio Ordagna: nasce sul versante orientale dell'Uja di Calcante e confluisce nella Stura a Traves
- in destra idrografica
  - Rio Nanta: nasce ad est del Colle del Colombardo e confluisce nella Stura a Forno di Lemie
  - Torrente Ricchiaglio: nasce dalla confluenza del Rio del Civrari con il Rio del Rognoso e, dopo aver bagnato il Vallone di Ricchiaglio e l'omonima frazione di Viù, confluisce nella Stura a valle di Fubina

## Utilizzi

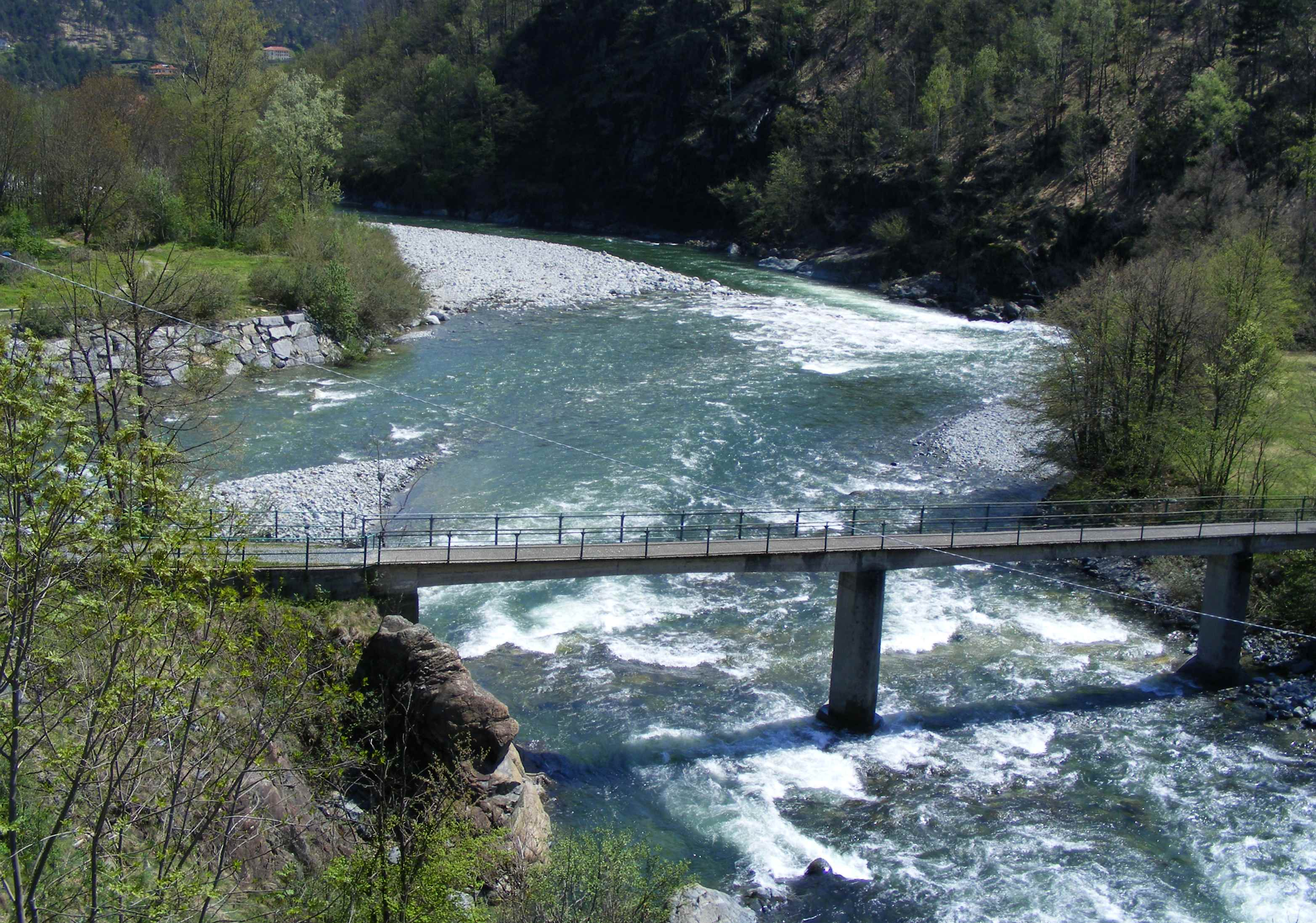
Traves: la confluenza della Stura di Viù nella Stura di Lanzo

Sulle acque della Stura di Viù è in atto un notevole sfruttamento idroelettrico, con vari impianti a servizio di importanti centrali come quelle di Pian Sulè, di Lemie e di Fucine.
Nel suo bacino sono compresi tre grossi invasi idroelettrici, tutti in comune di Usseglio: il Lago della Rossa, il Lago Dietro la Torre e quello del Malciaussia, rispettivamente con la capacità di 8,75, 0,11 e 0,85 milioni di metri cubi.

In avanzata fase di progettazione è l'invaso ad uso multiplo di Combanera in comune di Viù. La sua realizzazione è prevista per fornire acqua potabile all'area metropolitana torinese, supplire alle carenze di acqua irrigua durante i periodi siccitosi e garantire un minimo di deflusso sull'asta fluviale a valle dell'invaso quando questo venga troppo ridotto dal prelievo idrico.

Il lungo iter burocratico per la realizzazione dell'invaso è stato caratterizzato da dure critiche provenienti da formazioni politiche anche lontane tra loro.